# 尾付きローフ (ライフゲーム)
尾付きローフ（Loaf with tail）は、ライフゲームにおける固定物体であり、トランス型とシス型がある。